# Великотирновський університет імені Святих Кирила і Мефодія
Великотирновський університет імені Св. Кирилла та Св. Мефодія — вищій навчальний заклад Болгарії. Заснований в 1963 році в місті Велико-Тирново. Є другим за величиною університетом у Болгарії після Софійського університету імені Св. Климента Охридського.

## Структура
Університет складається з дев'яти факультетів:

### Факультети
- Філологія
- Історія
- Юриспруденція
- Педагогіка
- Економіка
- Філософія
- Математика та інформатика
- Православне богослов'я
- Мистецтво